# 小行星13850
小行星13850（13850 Erman）是一颗绕太阳运转的小行星，为主小行星带小行星。该小行星于1999年12月7日发现。

## 轨道参数
小行星13850的轨道半长轴为2.2394692 UA，离心率为0.159。